# Przewodów

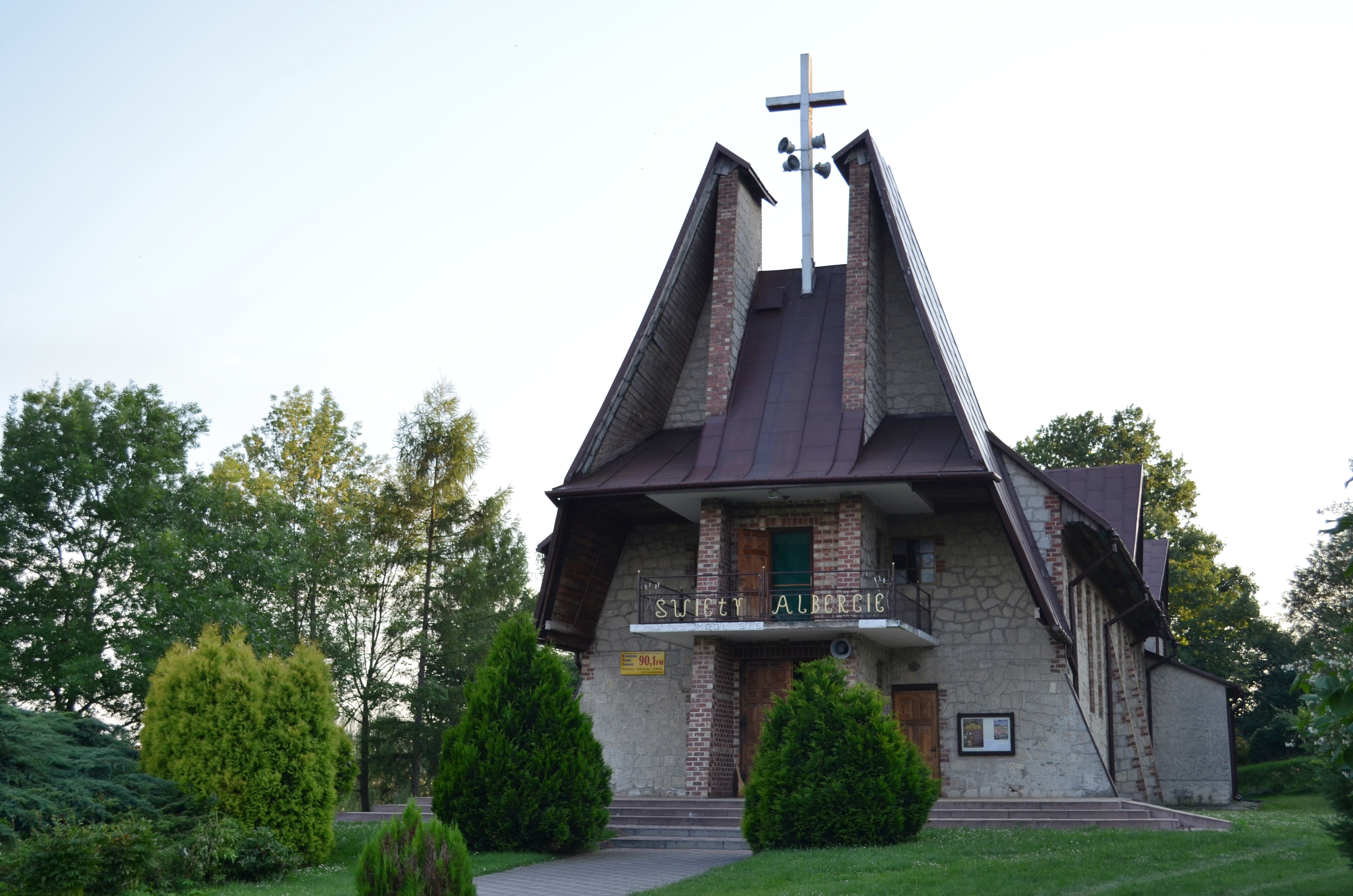
Pfarrkirche Heiliger Bruder Albert

Przewodów [pʂɛˈvɔduf] (ukrainisch Переводів Perewodiw) ist ein Dorf mit 413 Einwohnern im Südwesten der Gmina Dołhobyczów im Powiat Hrubieszowski in der polnischen Woiwodschaft Lublin. Der südöstliche Ortsrand liegt weniger als sieben Kilometer westlich der Grenze zur Ukraine.

## Geschichte
Grabstättenfunde auf dem Gebiet des heutigen Przewodów belegen bereits eine Besiedelung des Landstriches vor Ende der Eisenzeit durch Angehörige der wandalischen Kultur, seit dem 6. Jahrhundert wurde er von Slawen bevölkert.
1403 wurde das Dorf erstmals urkundlich als Przewodow erwähnt, zwischen 1448 und 1486 tauchen auch die Ortsnamen Przewodowo und Przeuodow auf. Der Ortsname leitet sich vermutlich vom Bach Przewoda ab, der durch das Dorf fließt und in den Fluss Kamień mündet. Er kann allerdings auch vom Appellativ przewód (für deutsch künstlicher Graben; ukrainisch perewid) abgeleitet werden.
Im 14. Jahrhundert gehörte Przewodów zum Fürstentum Bels. Nach dessen Eingliederung ins Königreich Polen wurde es als Eigentum des Großgrundbesitzers Benedykt Radzanowski Teil der neu geschaffenen Woiwodschaft Bełz. Die Einwohner gehörten überwiegend der lateinischen Kirche an und waren Landwirte. 1435 erwarb der Kastellan Jan Magier das Dorf, in dessen Familie es bis 1554 verblieb und anschließend an den Woiwoden Andrzej Dembowski veräußert wurde.
Nach den Teilungen Polens gelangte Przewodów an das von den Habsburgern geschaffene Königreich Galizien und Lodomerien. 1828 befand sich ein Gutshof im Ort. 1880 zählte das als Gutsgebiet ausgewiesene Dorf 389 Einwohner. Ein Jahrzehnt später war die Bevölkerung laut Volkszählung von 1890 auf 736 angewachsen.
Nach Ende des Ersten Weltkrieges gelangte Przewodów erneut an die ab 1918 wieder unabhängige Republik Polen und zählte verwaltungspolitisch zur Woiwodschaft Lwów. Laut Volkszählung von 1921 umfasste es 140 Haushalte und 737 Einwohner, davon 89 Prozent Ukrainer und 5 Prozent Juden.
Während der deutschen Besetzung Polens gehörte Przewodów von 1939 bis 1944 zum sogenannten Generalgouvernement, was eine Deportation der örtlichen Juden in die Konzentrationslager der Nationalsozialisten zur Folge hatte. Nach dem Ende des Zweiten Weltkrieges wurden die ukrainischen Einwohner von Przewodów im Rahmen der Aktion Weichsel umgesiedelt. Verwaltungspolitisch gehörte das Dorf von 1944 bis 1975 zur Woiwodschaft Lublin, der es erneut seit 1998 angehört. Zwischen 1975 und 1998 gehörte es wiederum verwaltungspolitisch zur ehemaligen Woiwodschaft Zamość, die im Zuge einer Verwaltungsreform aufgelöst worden war.
1995 wurde im Umland von Przewodów ein über 27 Hektar großes Naturreservat für den Erhalt des Perlziesels errichtet.

### Explosion am 15. November 2022
Am Abend des 15. November 2022  kamen gegen 15:30 Uhr in Przewodów zwei Mitarbeiter eines landwirtschaftlichen Betriebes bei einer Explosion ums Leben. Die Explosion zerstörte einen mit Mais beladenen Anhänger und hinterließ einen Krater im Boden. Der Vorfall wurde in Polen und international auf höchster politischer Ebene diskutiert. Die NATO und die polnische Regierung unter Premier Mateusz Morawiecki gehen davon aus, dass es sich wahrscheinlich um einen Unfall mit einer ukrainischen Flugabwehrrakete handle, die eigentlich zur Abwehr russischer Marschflugkörper bestimmt gewesen sei.